# Isis / Melvins
Melvins/Isis es un EP de Melvins e Isis, puesto a la venta por Hydra Head Records en 2010, cada banda aporta dos temas en el respectivo álbum. Isis con "Way Through Woven Branches" que anteriormente sólo había estado disponible como una pista adicional en la edición japonesa de su último larga duración, titulado Wavering Radiant, mientras que "Pliable Foe" fue una canción exclusiva para este extended play. Ambos tracks fueron registrados en las sesiones de Wavering Radiant. Mientras tanto, los Melvins aparecen reversionando dos temas del álbum The Bride Screamed Murder El álbum fue lanzado el 13 de julio de 2010 en formato de CD, las copias en vinilo estuvieron disponibles una semana antes del lanzamiento oficial por Vacation Vinyl en Los Ángeles.

## Lista de canciones
| Side A |                                      |         |          |  |
| N.º    | Título                               | Artista | Duración |  |
| 1.     | «Pig House (Alt. Version)»           | Melvins | 5:53     |  |
| 2.     | «I'll Finish You Off (Alt. Version)» | Melvins | 4:44     |  |

| Side B |                              |         |          |  |
| N.º    | Título                       | Artista | Duración |  |
| 1.     | «Way Through Woven Branches» | Isis    | 6:27     |  |
| 2.     | «The Pliable Foe»            | Isis    | 7:43     |  |

## Personal
- Aaron Turner  -  Arte
- Mackie Osbourne - Diseño
- Brian Gardner  - Mastering en tracks 3 y 4
- Evil Joe Barresi - Producción, Grabación y mezcla en tracks 3 y 4
- Toshi Kasai - Grabación en tracks 1 y 2
  - Isis - Letra y coproducción en tracks 3 y 4
  - Melvins - Letra y coproducción en tracks 1 y 2

## Intérpretes
- A. Harris
- A. Turner
- C. Meyer
- Coady Willis
- Dale Crover
- Jared Warren
- J. Caxide
- King Buzzo
- M. Gallagher[6]